# Away from the World
Away from the World è l'ottavo album dei Dave Matthews Band, uscito l'11 settembre 2012. Il titolo riprende una frase della canzone The Riff: Sitting in a box / Away from the world out there, che farebbe riferimento alla solitudine in cui si nasce e si muore.

## Tracce
1. Broken Things (Matthews, John Alagia) - 3:48
2. Belly Belly Nice (Matthews, Rashawn Ross) - 3:53
3. Mercy - 4:28
4. Gaucho (Stefan Lessard, Matthews, Tim Reynolds, Ross) - 4:25
5. Sweet - 4:12
6. The Riff (Matthews, Ross) - 5:35
7. Belly Full (Matthews, Alagia) - 1:43
8. If Only - 5:38
9. Rooftop - 4:12
10. Snow Outside (Carter Beauford, Lessard, Matthews, Boyd Tinsley, Jeff Coffin, Reynolds, Ross) - 6:11
11. Drunken Soldier (Beauford, Lessard, Matthews, Tinsley, Coffin, Reynolds, Ross) - 9:45

### Versione Deluxe
La versione Deluxe include le seguenti tracce live:
1. Gaucho (registrato a Hartford, Connecticut – 5.25.12)
2. Mercy (registrato a Bristow, Virginia – 6.16.12)
3. Sweet (registrato a Cleveland, Ohio – 6.3.12)

La versione Super Deluxe include le tre tracce live presenti nel CD Deluxe e un CD bonus con tracce del DMB 2012 Summer Tour, più un DVD che mostra performance dal vivo dal 2012 Summer Tour.